# Zygothrica atriangula
Zygothrica atriangula är en tvåvingeart som beskrevs av Oswald Duda 1927. Zygothrica atriangula ingår i släktet Zygothrica och familjen daggflugor. Inga underarter finns listade i Catalogue of Life.